# Cristália
Cristália é um município brasileiro do estado de Minas Gerais. Sua população recenseada em 2022 foi de 5 121 habitantes.

## Geografia
Localiza-se na Mesorregião Norte de Minas.